# Sleaze rock
Le sleaze rock, également connu sous le nom de sleaze metal ou simplement sleaze, est une variante du glam metal qui s'est popularisée à partir de la fin des années 1980, surtout aux États-Unis. À partir du milieu des années 1990, une nouvelle vague de groupes de sleaze rock a vu le jour, principalement en Scandinavie. Il existe quelques similitudes ainsi que des recoupements avec le glam metal, dont les groupes cultivaient toutefois une autre image et étaient musicalement beaucoup moins rugueux.

## Terminologie
Le nom « sleaze » et l'adjectif sleazy désignent en anglais quelque chose de « miteux » et qui appartient à la racaille. Le terme sleaze rock dérive principalement de l'image des groupes dits de sleaze rock, qui cultivaient une mentalité d'outsider et se présentaient visuellement comme rebelles et inadaptés, avec de nombreux tatouages, des vestes en cuir déchirées et des jeans déchirés, des chemises en résille, des bottes de cow-boy ou des bottes de motard et de longs cheveux qui, contrairement au glam metal, semblaient plutôt mal entretenus.

## Critique
Le terme de mode sleaze rock a toujours été associé à quelque chose de déjà vu, mais dans un nouvel emballage. Les groupes classés comme sleaze, comme Guns N' Roses, L.A. Guns ou Faster Pussycat, jouaient principalement du hard rock mélangé à des éléments de blues rock, de metal, de garage rock et de punk rock. Les groupes plus récents, comme les Backyard Babies, dans lesquels les éléments punk prédominent parfois, sont également classés comme punk 'n' roll. 
De manière générale, les groupes de sleaze rock actuels se réfèrent surtout au glam metal plus brut du début des années quatre-vingt. Selon Martin Sweet, guitariste de Crashdïet, le glam metal est devenu « beaucoup trop pop » et le punk s'est perdu. Par ailleurs, The Dictators, AC/DC, Mötley Crüe, WASP, Hanoi Rocks et les New York Dolls, entre autres, sont considérés comme des précurseurs et des sources d'inspiration des groupes sleaze.